# Liner
Liner – slogan reklamowy stacji radiowej, powtarzany co jakiś czas na antenie (w przerwach między piosenkami, reklamami itd.)
Liner ma za zadanie podkreślenie oferty programowej danej rozgłośni. Co jakiś czas slogany są zmieniane.